# Demat
Demat (også Diemath, diemat, Demath, Dagmet, Diemt, Dimt) er en tidligere arealenhed anvendt i marskområder i Hertugdømmerne Slesvig og Holsten samt i Ostfriesland - blandt andet i forbindelse med koge - på omkring 5.700 kvadratmeter. Ordet er afledt af udtrykket "dagens arbejde" og betegner det område, som en god arbejder kunne slå på én dag med leen. Betegnelsen har overlevet i stednavne såsom "„Vierzig Diemat" (et område i byen Norden), "Sestein Dimt" (= "16 Demat", en gade i Hage), eller også i "Diematsweg" (en gade i Großefehn) og "Dreißig-Diemat-Weg" (en vej i lokaliteten Jümme i Stallbrüggerfeld).
I Norderstapel blev forholdet specificeret til 335 demat = 182 ha, blev så det er lidt større end en halv hektar. Andre definitioner giver forskellige dimensioner på mellem cirka 4.500 m² og 10.000 m².
I henhold til en tysk lov af 19. august 1836 (artikel 19, 20 og 24) blev de tidligere målinger bekræftede og fastholdte.
1 Diemat = 56,73833 Ar (Kammer-Diemat i 1813)
3 Diemat = 4 Gras (1 Gras = 42,55375 Ar (Aurich)) (NB: 1 Gras = 36,83 Ar (Emden))
1 Diemat = 25 dags arbejde (i boghvededyrkning, mål i Aurich)
1 Moor-Diemat = 99,73535 Ar
512 Moor-Diemat = 900 Diemat